# Violência sectária

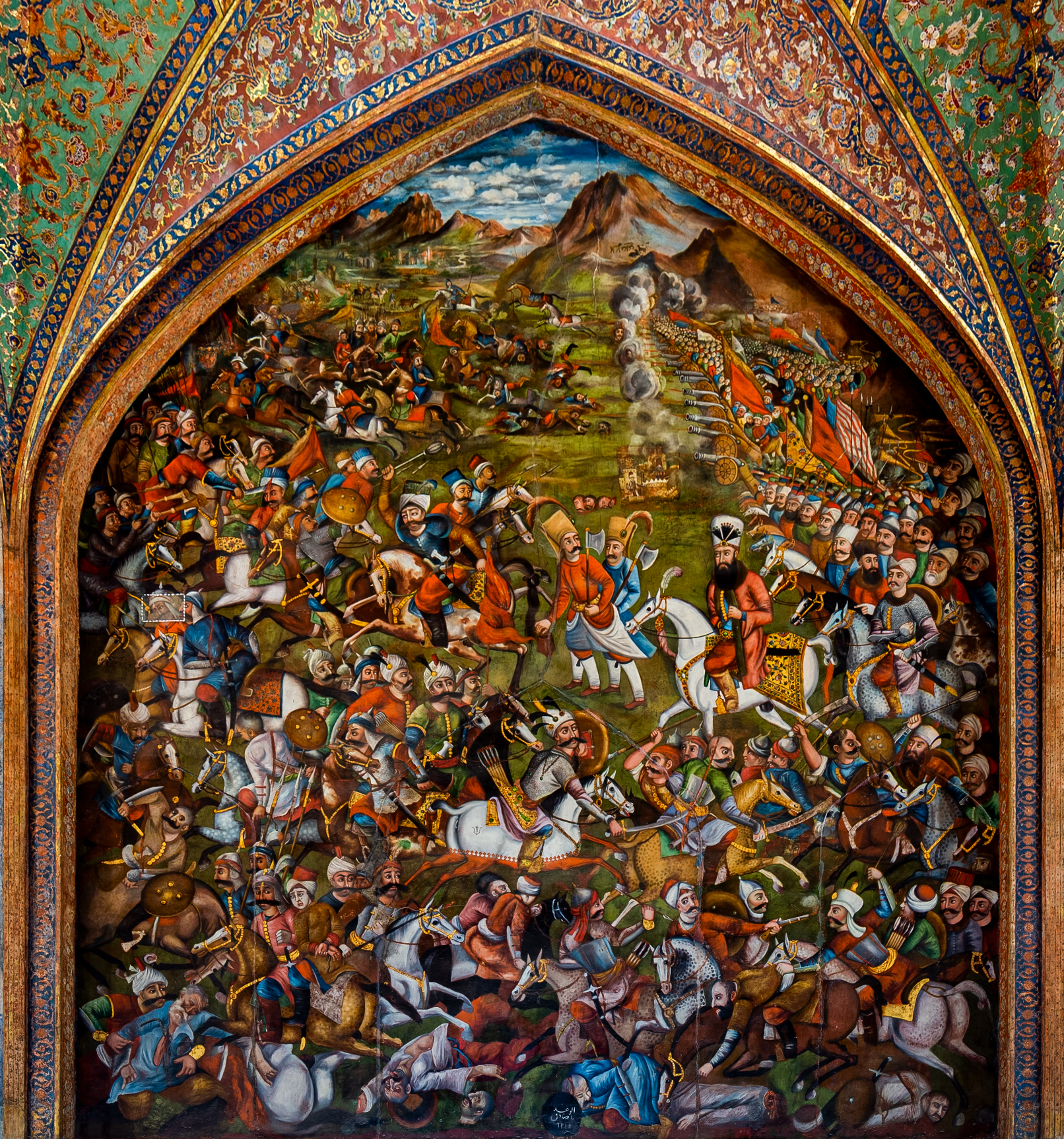
Batalha sectária entre sunitas e Xiitas na Batalha de Chaldiran (guerras Otomano e Safavad).

Violência sectária ou conflitos sectários são formas de violência comunitária baseadas em sectarismo, isto é, entre diferentes seitas ou grupos de um modo particular de ideologia ou religião dentro de uma nação/comunidade. A segregação religiosa muitas vezes desempenha um papel na violência sectária.

## Conceito
A violência sectária difere do conceito de motim racial ou conflitos inter-raciais. Pode envolver a dinâmica de polarização social, a balcanização de uma área geográfica ao longo das linhas de grupos de auto-identificação e conflito social prolongado. Alguns dos possíveis ambientes propícios à violência sectária incluem lutas pelo poder, clima político, clima social, clima cultural e cenário econômico. Podem ser:
- Conflito econômico: capitalista versus coletivista
- Conflito político: comunista contra nacionalista
- Conflito inter-religioso: cristãos e / ou católicos versus judeus.
- Muçulmanos contra cristãos.
- Muçulmanos contra budistas.
- Conflito cristão: católico contra protestante.
- Conflito Islâmico: xiitas contra sunitas.[3]

## Entre budistas
No Japão
Na Idade Média Japonesa, diferentes seitas budistas tinham exércitos privados que frequentemente colidiam, como é caso dos Sohei (monges guerreiros).

## Entre cristãos

### Ortodoxa Católica Oriental
Embora a 1ª Cruzada tenha sido lançada inicialmente em resposta a um apelo do imperador bizantino Aleixo I Comneno para ajudar a repelir os invasores turcos seljúcidas da Anatólia, um dos legados duradouros das Cruzadas foi "separar ainda mais os ramos oriental e ocidental do cristianismo uns aos outros."

### Guerras religiosas europeias

A Batalha da Montanha Branca na Boêmia (1620) - uma das batalhas decisivas da Guerra dos Trinta Anos

Depois da Reforma Protestante, uma série de guerras foram travadas na Europa começando por volta de 1524 e continuando intermitentemente até 1648. Embora às vezes desconexas, todas essas guerras foram fortemente influenciadas pela mudança religiosa do período e pelo conflito e rivalidade que isso produziu. De acordo com Miroslav Volf, as guerras religiosas europeias foram um fator importante por trás do "surgimento da modernidade secularizadora".
No Dia de São Bartolomeu, os seguidores do massacre da Igreja Católica Romana mataram até 30.000 protestantes franceses (huguenotes) na violência da multidão. Os massacres foram realizados no dia nacional de celebração do Apóstolo Bartolomeu. O Papa Gregório XIII enviou ao líder dos massacres uma Rosa de Ouro e disse que os massacres "lhe deram mais prazer do que cinquenta Batalhas de Lepanto, e ele encarregou Giorgio Vasari de pintar afrescos dela no Vaticano". Os assassinatos foram chamados de "os piores massacres religiosos do século", e levaram ao início da quarta guerra das Guerras Religiosas da França.

### Irlanda do Norte
Desde o século XVI, tem havido conflito sectário de intensidade variável entre católicos romanos e protestantes na Irlanda. Esse sectarismo religioso está em certa medida ligado ao nacionalismo. A Irlanda do Norte tem visto conflitos intercomunais por mais de quatro séculos e há registros de ministros religiosos ou clérigos, os agentes de proprietários ausentes, aspirantes a políticos e membros da pequena nobreza, agitando e capitalizando o ódio sectário e a violência até agora como o final do século XVIII.
William EH Lecky, historiador irlandês, escreveu em 1892 que "se a marca característica de um cristianismo saudável é unir seus membros por um vínculo de fraternidade e amor, então não há país onde o cristianismo tenha falhado mais completamente do que a Irlanda".
O período entre 1969 e 1998 é conhecido como problemático (The Troubles), um período de violência frequente e relações tensas entre as comunidades da Irlanda do Norte. Cerca de uma em cada oito mulheres e um em cada cinco homens na Irlanda do Norte se identificaram como não pertencentes a nenhuma religião. No entanto, pessoas sem religião e crenças não cristãs ainda são consideradas como pertencendo a uma das duas "seitas" junto com os frequentadores da igreja. Pessoas sem religião são menos propensas a apoiar os principais partidos políticos orientados pela constituição, ou mais propensas a apoiar um partido político mais neutro, como o Partido da Aliança da Irlanda do Norte.
Cerca de dois terços das pessoas sem religião tendem a se considerar nem sindicalistas nem nacionalistas, embora um percentual muito maior das pessoas sem religião tenda a se considerar sindicalista do que nacionalista.
Para as pessoas que se descrevem como protestantes ou católicos romanos, uma pequena maioria tende a favorecer um dos dois principais partidos políticos de ambos os lados: o Partido Democrático Unionista ou o Partido Unionista do Ulster para Protestantes; e o Sinn Féin ou o Partido Trabalhista e Social-Democrata para os católicos romanos. Em cada caso, a porcentagem na Pesquisa Life & Times da Irlanda do Norte em 2015 foi de 57%. Os católicos romanos são mais propensos a rejeitar o rótulo britânico (59%) do que os protestantes a rejeitar o rótulo irlandês (48%).
Os protestantes são mais inclinados a considerar a identidade britânica como a "melhor" maneira única de se descreverem, 67%, com os católicos romanos logo atrás, com 63%, que consideram a melhor maneira única de se descreverem como irlandeses. Há um nível igual de apoio para a identidade mais neutra da Irlanda do Norte, com 25% das pessoas de cada religião provavelmente escolhendo esse rótulo como a melhor descrição. Mais de um terço das pessoas sem religião preferem ser descritas como irlandeses do norte.
Existem organizações dedicadas à redução do sectarismo na Irlanda do Norte. A Comunidade Corrymeela (em Ballycastle, Condado de Antrim) opera um centro de retiro na costa norte da Irlanda do Norte para reunir católicos e protestantes para discutir suas diferenças e semelhanças. O Projeto Ulster trabalha com adolescentes da Irlanda do Norte e dos Estados Unidos para fornecer ambientes seguros e não confessionais para discutir o sectarismo na Irlanda do Norte. Essas organizações buscam preencher a lacuna de preconceito histórico entre as duas comunidades religiosas. Embora as escolas públicas na Irlanda do Norte não sejam confessionais, a maioria dos pais católicos ainda manda seus filhos para escolas católicas ou escolas de língua irlandesa, garantindo assim que os alunos das escolas públicas sejam quase totalmente protestantes. Existem algumas escolas integradas e a Sociedade de Amigos (Quakers) há muito defende a co-educação em termos de religião, operando a Escola de Amigos em Lisburn (fundada pela primeira vez em 1774).

### Guerras iugoslavas
Howard Goeringer critica tanto o papa católico quanto o patriarca ortodoxo por não condenar o massacre deliberado de homens, mulheres e crianças em nome da 'limpeza étnica' como incompatível com a vida e os ensinamentos de Jesus.

### Genocídio de Ruanda
A maioria dos ruandeses e os tutsis, especialmente, são católicos, portanto a religião compartilhada não evitou o genocídio. Miroslav Volf cita um bispo católico romano de Ruanda dizendo: "Os melhores catequistas, aqueles que enchiam nossas igrejas aos domingos, eram os primeiros a ir com facões nas mãos". Ian Linden afirma que "não há absolutamente nenhuma dúvida de que um número significativo de cristãos proeminentes esteve envolvido às vezes no massacre de seus próprios líderes de igreja". Segundo Volf, “o que é particularmente preocupante na cumplicidade da Igreja é que Ruanda é sem dúvida uma das nações mais evangelizadas da África. Oito em cada dez de seus habitantes afirmavam ser cristãos."

Quando os missionários católicos (romanos) chegaram a Ruanda no final da década de 1880, eles contribuíram para a teoria "hamítica" das origens raciais, que ensinava que os tutsis eram uma raça superior. A Igreja foi considerada como tendo feito um papel significativo no fomento de divisões raciais entre hutus e tutsis, em parte porque encontraram convertidos mais dispostos entre a maioria hutu. O relatório da Organização da Unidade Africana (OUA) sobre os estados de genocídio,
Na era colonial, sob o domínio alemão e depois dos belgas, os missionários católicos romanos, inspirados nas teorias abertamente racistas da Europa do século XIX, inventaram uma ideologia destrutiva de clivagem étnica e classificação racial que atribuía qualidades superiores à minoria tutsi do país, desde os missionários dirigia as escolas da era colonial, esses valores perniciosos foram sistematicamente transmitidos a várias gerações de ruandeses ...
A Igreja Católica Romana declara que que aqueles que participaram do genocídio o fizeram sem a sanção da Igreja. Embora o genocídio tenha motivações étnicas e fatores religiosos não sejam proeminentes, a Human Rights Watch relatou que várias autoridades religiosas em Ruanda, especialmente a Católica Romana, não condenaram publicamente o genocídio na época. Alguns líderes cristãos foram condenados pelo Tribunal Criminal Internacional para Ruanda por seus papéis no genocídio. Isso inclui padres e freiras católicos romanos de Ruanda, assim como um pastor da Igreja Adventista do Sétimo Dia.

### Escócia
A Escócia, que fica muito perto da Irlanda do Norte, sofre com o sectarismo, em grande parte devido aos problemas na Irlanda do Norte, pois muitas pessoas, especialmente no oeste da Escócia, têm ligações com a Irlanda do Norte por genealogia ou imigração. Os dois maiores e melhores clubes de futebol da Escócia - Glasgow Rangers, que, por várias vezes, foi amplamente identificado com protestantes e sindicalismo, e Glasgow Celtic, que, desde sua fundação no final do século XIX, foi identificado com católicos romanos e nacionalismo ou republicanismo irlandês - ambos subscrevem, com vários graus de sucesso, iniciativas governamentais e instituições de caridade como a campanha "Nil by Mouth", que trabalham nesta área.
O Celtic já havia enviado cartas a todos os que adquiriram ingressos para a temporada lembrando aos apoiadores que nenhuma forma de sectarismo é bem-vinda no Celtic Park. A política anti-sectária dos Rangers é chamada de Follow With Pride.

## Entre os muçulmanos
A violência sectária entre as duas principais seitas do Islã, xiitas e sunitas, ocorreu em países como Paquistão, Iraque, Afeganistão, Bahrein, Líbano etc. Este conflito violento tem raízes na turbulência política decorrente das diferenças sobre a sucessão de Maomé. Abu Bakr, companheiro de Maomé, foi nomeado por Umar e eleito o primeiro califa sunita devidamente guiado. No entanto, outro grupo sentiu que Ali, o primo e genro de Maomé, havia sido designado por Maomé e é considerado pelos xiitas como o primeiro Imã.
De acordo com os sunitas, Abu Bakr foi seguido por Umar como califa do califado Rashidun, depois por Uthman ibn Affan e, por fim, por Ali. O direito de Ali de governar foi questionado por Muawiyah bin Abu Sufian, governador da Síria, que acreditava que Ali deveria ter agido mais rápido contra os assassinos de Uthman. A situação piorou ainda mais quando muitos dos responsáveis pela morte de Uthman apoiaram Ali. Porém, mais tarde, ambas as partes concordaram em ter alguém como juiz entre elas. Isso levou à separação de um grupo extremista conhecido como Kharijites do exército de Ali, que declarou que o julgamento pertencia somente a Deus. Um membro desse grupo posteriormente assassinou Ali. Ao violar o Tratado de Hasan-Muawiyah, Muawiyah nomeou seu filho Yazid como seu sucessor. As credenciais e o governo de Yazid foram contestados pelo filho de Ali, Hussein ibn Ali (e neto de Muhammad). Uma batalha em Karbala, no Iraque, levou ao martírio de Hussein e dezenas de outros de Ahl al-Bayt (os membros da família de Muhammad).
Este trágico incidente criou fissuras profundas na sociedade muçulmana. O conflito que começou no plano político interferiu com o dogma e os sistemas de crenças. Aqueles que consideram Ali o verdadeiro herdeiro de Muhammad são conhecidos como "xiitas", referindo-se a Shian-e-Ali. Outros muçulmanos são conhecidos como "sunitas", que significa "seguidores das tradições do profeta".

### No Iraque
Em fevereiro de 2006, explode uma guerra civil em grande escala no Iraque, quando a violência entre duas seitas rivais muçulmanas começou. Deixou dezenas de milhares a centenas de milhares de mortos e dezenas de mesquitas e casas destruídas.

### No Paquistão
No Paquistão, o sectarismo exibiu sua primeira natureza organizada no início de 1980, quando duas organizações rivais foram estabelecidas: Tehrik-e-Jafaria (TFJ) (organização da Lei Jafri (Shia)) representava as comunidades xiitas, e Sipah-e-Sahaba Paquistão (SSP) (guardião dos Companheiros do Profeta) representando sunitas. O primeiro grande incidente desta violência sectária foi a morte do Arif Hussain Hussaini, líder fundador da TFJ em 1986. Em retaliação, Haq Nawaz Jhangvi, fundador do SSP, foi assassinado. Desde então, uma vingança sangrenta e destrutiva se seguiu. O centro dessa violência tem sido as cidades ou regiões de Kurram, Hangu, Dera Ismail Khan, Bahawalpur, Jhang, Quetta, Gigit-Baltistan e Karachi. A transformação do conflito sectário em uma violenta guerra civil no Paquistão coincidiu com o estabelecimento da república islâmica no Irã e a promoção da religião sunita e sua inserção nas instituições estatais pelo general Muhammad Zia-ul-Haq, regime no Paquistão. A Revolução Iraniana foi liderada por líderes religiosos xiitas e influenciou as comunidades xiitas em todo o mundo. No Paquistão, a "Tehrik-e-Jafaria" foi criada com as exigências de fazer o cumprimento da Lei Sharia. Esta demanda foi vista como prejudicial pelos líderes religiosos sunitas. Em resposta, o SSP foi estabelecido pelos clérigos extremistas sunitas. Muitos desses clérigos tinham experiência na luta sectária contra os Ahmadis (uma seita heterodoxa considerada não muçulmana pela maioria dos muçulmanos).

### Na Somália
Ahlu Sunna Waljama'a é um grupo paramilitar somali formado por sufis e moderados que se opõe ao grupo islâmico radical Al-Shabaab. Eles estão lutando para evitar que o wahhabismo submeta à Somália e para proteger as tradições sunitas-sufistas do país e as visões religiosas geralmente moderadas.

### Na Síria
A guerra civil síria gradualmente evolui para um conflito de natureza mais sectária. Grupos militantes pró-Assad são em grande parte Shia, enquanto grupos militantes anti-Assad são sunitas.

### No Iêmen
No Iêmen, houve muitos confrontos entre sunitas e xiitas Houthis. De acordo com o The Washington Post, "no Oriente Médio de hoje, o sectarismo ativado afeta o custo político das alianças, tornando-as mais fáceis entre correligionários. Isso ajuda a explicar por que os Estados de maioria sunita estão se alinhando contra o Irã, Iraque e Hezbollah por causa do Iêmen."